# Municipio de Sisson
El municipio de Sisson (en inglés: Sisson Township) es un municipio ubicado en el condado de Howell en el estado estadounidense de Misuri. En el año 2010 tenía una población de 1516 habitantes y una densidad poblacional de 7,75 personas por km².

## Geografía
El municipio de Sisson se encuentra ubicado en las coordenadas 36°50′22″N 91°45′56″O / 36.83944, -91.76556. Según la Oficina del Censo de los Estados Unidos, el municipio tiene una superficie total de 195.55 km², de la cual 195,47 km² corresponden a tierra firme y (0,04 %) 0,08 km² es agua.

## Demografía
Según el censo de 2010, había 1516 personas residiendo en el municipio de Sisson. La densidad de población era de 7,75 hab./km². De los 1516 habitantes, el municipio de Sisson estaba compuesto por el 95,78 % blancos, el 0,26 % eran afroamericanos, el 1,25 % eran amerindios, el 0,99 % eran asiáticos, el 0,13 % eran de otras razas y el 1,58 % eran de una mezcla de razas. Del total de la población el 1,32 % eran hispanos o latinos de cualquier raza.